# El ciervo perseguido
El ciervo perseguido es una biografía del poeta salvadoreño Roque Dalton (1935-1975), escrita por el poeta y ensayista de ese mismo país, Luis Alvarenga. Se trata del primer esfuerzo biográfico del autor de Taberna y otros lugares. Contiene, además, un apartado en el que se analiza la obra de Dalton. Fue publicada por la Dirección de Publicaciones e Impresos, en San Salvador, en 2003.
- Datos: Q5824347